# 小石原範和
小石原 範和（こいしはら のりかず、1945年〈昭和20年〉6月11日 - ）は、日本の地方公務員。京都府副知事、同住宅供給公社理事長、京都銀行取締役を歴任。瑞宝中綬章受章。

## 人物・経歴
1964年5月 京都府庁入職、京都府教育委員会に配属、1988年4月 土木建築部用地課長、1998年 (平成10年) 6月 園部地方振興局長、2002年6月 出納管理局長、2004年5月 企画理事兼危機管理監、2006年5月 京都府副知事就任、2010年7月 京都府住宅供給公社理事長、2015年6月 京都銀行取締役。

## その他役職
- 京都府共同募金会会長[2]
- 日本赤十字社京都府支部副会長[3]

## 叙位・叙勲
- 2015年11月 秋の叙勲で地方自治功労により瑞宝中綬章を受章した[4]